# Mahmud IV
Mansa Mahmud Keita IV également connu sous le nom de Niani Mansa Mamadou, était le dernier empereur régnant de l'empire du Mali selon le Tarikh al-Soudan au cours du XVIIe siècle. Son règne est notable pour la période de déclin continu de l'empire du Mali, autrefois l'un des plus puissants et riches empires de l'Afrique de l'Ouest.
Avant son règne, il y avait une sorte de vacance de pouvoir, indiquée par la longue période de temps pendant laquelle ni les sources écrites ni les sources orales ne donnent de dirigeant. On sait que plus d'une personne appartenant à la famille Keita a revendiqué le trône de Manden Massa. En raison de la loi de succession ouverte aux différentes branches de la famille, de nombreuses contestations ont entrainées des dissensions affaiblissant le pouvoir du Mansa ce qui a amené les Sankar-Zouma et Farima-Soura à refuser toute aide à Mansa Mahmud IV et à la famille Keita, dans le cadre de son opération militaire contre Djenné. Il est fort possible que son père fut le précédent Mansa avant lui connu sous le nom de Mansa Namaghan entre 1559 et 1590.

## Déclin de l'empire du Mali
Sous le règne de Mansa Mahmud IV, l'empire du Mali faisait face à de nombreux défis internes et externes. La puissance de l'empire avait considérablement diminué par rapport à son apogée sous des dirigeants comme Mansa Musa au XIVe siècle. L'empire était menacé par des forces extérieures, notamment les incursions marocaines. Le Maroc, après sa conquête de l'Empire songhaï voisin, cherchait à étendre son influence et ses territoires en Afrique de l'Ouest. L'empire du Mali souffrait également de divisions internes et de luttes de pouvoir. Les différents clans et factions au sein de l'empire rivalisaient pour le pouvoir, affaiblissant davantage l'autorité centrale.

## Bataille de Djenné

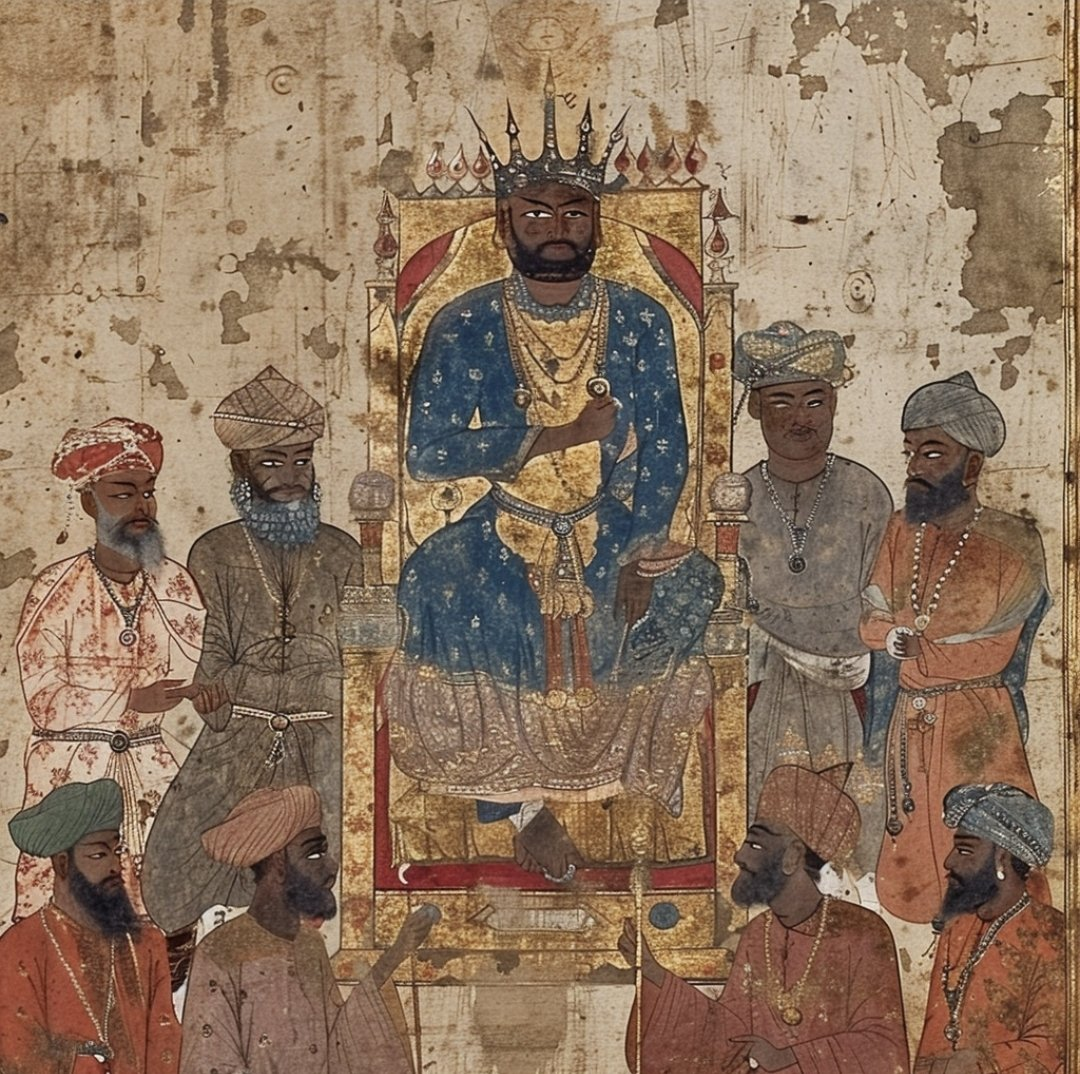
Empereur du Mali

À la fin du XVIe siècle, les rois saadiens, forts de la réunification du Maroc et de leur victoire à la bataille des Trois Rois, mais ayant des besoins financiers importants, désirent contrôler les pistes sahariennes et les mines d'or et de sel qui dépendent de l'Empire songhaï. Face à un Askia Ishaq II récalcitrant à céder les mines de Teghazza, les Saadiens décident de diriger leur extension territoriale vers le sud et de les annexer. Ainsi, en 1577, les forces marocaines atteignirent Teghazza et obtiennent des Songhaïs l'exploitation des salines. En 1582, une expédition mal préparée échoue devant Tombouctou.Les deux armées se confrontent le 12 avril 1591 lors de la bataille de Tondibi, à 50 km au nord de Gao, et les Songhaïs sont mis en déroute par les Marocains, équipés d'armes à feu. L'établissement du pachalik se fait par la destruction complète du pouvoir politique songhaï. Ishak II est alors forcé à quitter le pays pour s'établir en pays Gourmantché, où il trouvera la mort. Dans le Dendi, les dernières poches de la résistance songhaï menée par le successeur d'Ishak II, Muhammad-Gao, sont vaincues entre 1592 à 1594. Une fois l'opposition militaire songhaï éliminée, l'élite lettrée est à son tour éliminée en tant que force politique : des dizaines de oulémas sont massacrés ou exilés comme le célèbre Ahmed Baba. Les pachas échouent toutefois devant Djenné, qui n'est conquise qu'en 1599.
L'intervention du dernier Mansa régnant de l'empire du Mali Mahmud Keita IV eu pour objectif de récupérer ces territoires perdus par la dynastie Keita  se traduisant par une contre attaque contre la ville de Djenné en 1599 avec des alliés peuls, espérant profiter de la défaite de l'Empire songhaï. Des fusiliers marocains, déployés depuis Tombouctou, les ont rencontrés au combat, exposant le Mali à la même technologie ( armes à feu ) qui avait détruit l'Empire songhaï. Malgré de lourdes pertes, l'armée du Mansa n'a pas été découragée et a presque prévalue. Cependant, l'armée à l'intérieur de Djenné intervint, forçant Mansa Mahmud Keita IV et son armée à se retirer à Kangaba. Niani Mansa Mahamadou est considéré comme le dernier empereur de la longue lignée de Soundjata Keita à avoir régné officiellement sur les territoires connu comme l'empire du Mali.

## Postérité
L'empire du Mali n'a pas disparu immédiatement après la fin de la dynastie Keita. Certaines branches de la famille Keïta ont continué et continue à exercer une influence locale, même si leur pouvoir centralisé avait disparu. L'héritage de la dynastie Keïta est toutefois resté significatif jusqu'à nos jours. Elle a laissé une empreinte durable sur l'histoire et la culture de l'Afrique de l'Ouest, avec des contributions importantes dans les domaines de l'administration, de la culture islamique, de l'économie et du sport actuellement dans la République du Mali, de Guinée, de Cote d'Ivoire..etc. L'épopée de Sundiata Keita, en particulier, est encore célébrée aujourd'hui comme un symbole de l'unité et de la résistance contre l'oppression.
A la mort du Mansa Mahmud IV Keita des querelles dynastique sur sa succession éclata entre ses différents fils revendiquant tous le titre de « Manden Massa ». Chacun d'eux régnèrent indépendamment des autres sur des territoires moindre accélérant le morcellement de ce qui restait du pouvoir impérial centralisé. L'histoire orale mandingue dit que les fils de Mahmud IV ont divisé le royaume et se sont battus entre eux et seraient à l'origine des différents clans Keita connu comme « Sy ani Sy », de la lignée royale authentique, comprenant la branche ainée des Nyamaghansy originaire de Siguiri, des Bandjougousy, les Boukarisy, des Keita Kurumakansy, les Kandasy, les Setigisy.

## Voir également
- Empire du Mali
- Dynastie Keita